# Teresa Skinder-Suchcitz
Teresa Skinder-Suchcitz (ur. 22 października 1933 w Warszawie, zm. 21 lipca 2022 w Londynie) – polska historyczka działająca na emigracji, w Wielkiej Brytanii.

## Życiorys
Była córką Tadeusza Skindera i Janiny Skinder, z domu Boguszewskiej.
Dzieciństwo spędziła w rodzinnym mieście. Po wybuchu II wojny światowej przedostała się z matką do Rumunii, następnie do Francji. Tam spędziła okres wojny. W 1946 przyjechała do Wielkiej Brytanii. W 1955 ukończyła studia licencjackie z zakresu historii i języka francuskiego na Leicester College (będącym wówczas częścią Uniwersytetu Londyńskiego. Pracowała jako nauczycielka, najpierw historii i języka francuskiego, a od 1965 do przejścia na emeryturę w 1992 wyłącznie historii (w tym ostatnim okresie w Dick Shepherd Comprehensive School w Tulse Hill w Londynie).
Po przejściu na emeryturę była wolontariuszką w Archiwum Instytutu Polskiego i Muzeum im. gen. Sikorskiego w Londynie. W 1999 obroniła w Wojskowym Instytucie Historycznym pracę doktorską Polsko-brytyjska polityka morska w 1939 roku napisaną pod kierunkiem Tadeusza Dubickiego. Opublikowała książki Rok 1939. Polsko-brytyjska (wyd. 1997) i Morskie aspekty polskiej misji zakupów zbrojeniowych w Anglii w 1939 roku. Depesze kmdr. inż. Stanisława Rymszewicza (w serii "Materiały IMPS", wyd. 2011), a także kilkanaście artykułów naukowych i kilkadziesiąt artykułów popularnonaukowych.
Była sekretarzem zarządu i redaktorem komunikatu Koła 10 Pułku Strzelców Konnych, a w latach 2004-2006 członkiem zarządu Związku Kół 1 Dywizji Pancernej.
W 2007 została odznaczona Krzyżem Oficerskim Orderu Odrodzenia Polski.
Z małżeństwa z poślubionym w 1957 Janem Suchcitzem miała dwoje dzieci: Izabellę i Andrzeja.